# EFL League Two
Football League Two (częściej nazywana League Two dla skrótu lub od sponsora: Sky Bet Football League 2) – czwarta piłkarska klasa ligowa w angielskim systemie, a trzecia w The Football League.

## Zespoły Football League Two w sezonie 2024/25
| Klub               | Poprzedni sezon (2023/24)                       |
| ------------------ | ----------------------------------------------- |
| Accrington Stanley | 17.                                             |
| AFC Wimbledon      | 10.                                             |
| Barrow             | 8.                                              |
| Bradford City      | 9.                                              |
| Bromley F.C.       | 2. (Awans z baraży Conference National 2023/24) |
| Carlisle United    | 24. (Spadek z League One 2023/24)               |
| Cheltenham Town    | 21. (Spadek z League One 2023/24)               |
| Chesterfield F.C.  | 1. (Awans z Conference National 2023/24)        |
| Colchester United  | 22.                                             |
| Crewe Alexandra    | 6.                                              |
| Doncaster Rovers   | 5.                                              |
| Fleetwood Town     | 22. (Spadek z League One 2023/24)               |
| Gillingham         | 12.                                             |
| Grimsby Town       | 21.                                             |
| Harrogate Town     | 13.                                             |
| Milton Keynes Dons | 4.                                              |
| Morecambe          | 15.                                             |
| Newport County     | 18.                                             |
| Notts County       | 14.                                             |
| Port Vale          | 23. (Spadek z League One 2023/24)               |
| Salford City       | 20.                                             |
| Swindon Town       | 19.                                             |
| Tranmere Rovers    | 16.                                             |
| Walsall            | 11.                                             |

## Zwycięzcy League Two
| Sezon     | Zwycięzca           | Wicemistrz          | 3. miejsce         | Zwycięzca barażów    |
| --------- | ------------------- | ------------------- | ------------------ | -------------------- |
| 2004/2005 | Yeovil Town         | Scunthorpe United   | Swansea City       | Southend United      |
| 2005/2006 | Carlisle United     | Northampton Town    | Leyton Orient      | Cheltenham Town      |
| 2006/2007 | Walsall             | Hartlepool United   | Swindon Town       | Bristol Rovers       |
| 2007/2008 | Milton Keynes Dons  | Peterborough United | Hereford United    | Stockport County     |
| 2008/2009 | Brentford           | Exeter City         | Wycombe Wanderers  | Gillingham           |
| 2009/2010 | Notts County        | Bournemouth         | Rochdale           | Dagenham & Redbridge |
| 2010/2011 | Chesterfield        | Bury                | Wycombe Wanderers  | Stevenage            |
| 2011/2012 | Swindon Town        | Shrewsbury Town     | Crawley Town       | Crewe Alexandra      |
| 2012/2013 | Gillingham          | Rotherham United    | Port Vale          | Bradford City        |
| 2013/2014 | Chesterfield (2)    | Scunthorpe United   | Rochdale           | Fleetwood Town       |
| 2014/2015 | Burton Albion       | Shrewsbury Town     | Bury               | Southend United      |
| 2015/2016 | Northampton Town    | Oxford United       | Bristol Rovers     | AFC Wimbledon        |
| 2016/2017 | Portsmouth          | Plymouth Argyle     | Doncaster Rovers   | Blackpool            |
| 2017/2018 | Accrington Stanley  | Luton Town          | Wycombe Wanderers  | Coventry City        |
| 2018/2019 | Lincoln City        | Bury                | Milton Keynes Dons | Tranmere Rovers      |
| 2019/2020 | Swindon Town (2)    | Crewe Alexandra     | Plymouth Argyle    | Northampton Town     |
| 2020/2021 | Cheltenham Town     | Cambridge United    | Bolton Wanderers   | Morecambe            |
| 2021/2022 | Forest Green Rovers | Exeter City         | Bristol Rovers     | Port Vale            |
| 2022/2023 | Leyton Orient       | Stevenage           | Northampton Town   | Carlisle United      |
| 2023/2024 | Stockport County    | Wrexham             | Mansfield Town     | Crawley Town         |
| 2024/2025 | Doncaster Rovers    | Port Vale           | Bradford City      | AFC Wimbledon        |

## Wyniki barażów
| Sezon     | Półfinał (1. mecz)                                                        | Półfinał (rewanż) | Finał                                                                                |
| --------- | ------------------------------------------------------------------------- | --- | ------------------------------------------------------------------------------------ |
| 2004/2005 | Lincoln City 1-0 Macclesfield Town Northampton Town 0-0 Southend United   | Macclesfield Town 1-1 Lincoln City Southend United 1-0 Northampton Town                                                  | Lincoln City 0-2 Southend United                                                     |
| 2005/2006 | Lincoln City 0-1 Grimsby Town Wycombe Wanderers 1-2 Cheltenham Town       | Grimsby Town 2-1 Lincoln City Cheltenham Town 0-0 Wycombe Wanderers                                                      | Grimsby Town 0-1 Cheltenham Town                                                     |
| 2006/2007 | Bristol Rovers 2-1 Lincoln City Shrewsbury Town 0-0 Milton Keynes Dons    | Lincoln City 3-5 Bristol Rovers Milton Keynes Dons 1-2 Shrewsbury Town                                                   | Bristol Rovers 3-1 Shrewsbury Town                                                   |
| 2007/2008 | Darlington 2–1 Rochdale Wycombe Wanderers 1–1 Stockport County            | Rochdale 2–1 Darlington (Rochdale wygrało 5-4 w rzutach karnych) Stockport County 1–0 Wycombe Wanderers                  | Rochdale 2–3 Stockport County                                                        |
| 2009/2010 | Dagenham & Redbridge 6–0 Morecambe Aldershot Town 0–1 Rotherham United    | Morecambe 2–1 Dagenham & Redbridge Rotherham United 2–0 Aldershot Town                                                   | Dagenham & Redbridge 3–2 Rotherham United                                            |
| 2010/2011 | Torquay United 2-0 Shrewsbury Town Stevenage 2-0 Accrington Stanley       | Shrewsbury Town 0-0 Torquay United Accrington Stanley 0-1 Stevenage                                                      | Stevenage 1-0 Torquay United                                                         |
| 2011/2012 | Crewe Alexandra 1-0 Southend United Cheltenham Town 2-0 Torquay United    | Southend United 2-2 Crewe Alexandra Torquay United 1-2 Cheltenham Town                                                   | Cheltenham Town 0-2 Crewe Alexandra                                                  |
| 2012/2013 | Bradford City 2–3 Burton Albion Northampton Town 1–0 Cheltenham Town      | Burton Albion 1–3 Bradford City Cheltenham Town 0–1 Northampton Town                                                     | Bradford City 3–0 Northampton Town                                                   |
| 2013/2014 | Burton Albion 1–0 Southend United York City 0–1 Fleetwood Town            | Southend United 2–2 Burton Albion Fleetwood Town 0–0 York City                                                           | Burton Albion 0–1 Fleetwood Town                                                     |
| 2014/2015 | Plymouth Argyle 2–3 Wycombe Wanderers Stevenage 1–1 Southend United       | Wycombe Wanderers 2–1 Plymouth Argyle Southend United 3–1 Stevenage (po dogrywce)                                        | Wycombe Wanderers 1–1 Southend United (Southend wygrało 7-6 w rzutach karnych)       |
| 2015/2016 | Portsmouth 2–2 Plymouth Argyle AFC Wimbledon 1–0 Accrington Stanley       | Plymouth Argyle 1–0 Portsmouth Accrington Stanley 2–2 AFC Wimbledon (po dogrywce)                                        | AFC Wimbledon 2–0 Plymouth Argyle                                                    |
| 2016/2017 | Blackpool 3–2 Luton Town Carlisle United 3–3 Exeter City                  | Luton Town 3-3 Blackpool Exeter City 3-2 Carlisle United                                                                 | Blackpool 2-1 Exeter City                                                            |
| 2017/2018 | Lincoln City 0-0 Exeter City Coventry City 1-1 Notts County               | Exeter City 3-1 Lincoln City Notts County 1-4 Coventry City                                                              | Coventry City 3-1 Exeter City                                                        |
| 2018/2019 | Newport County 1-1 Mansfield Town Tranmere Rovers 1-0 Forest Green Rovers | Mansfield Town 0-0 Newport County (Newport County wygrało 5-3 w rzutach karnych) Forest Green Rovers 1-1 Tranmere Rovers | Newport County 0–1 Tranmere Rovers (po dogrywce)                                     |
| 2019/2020 | Colchester United 1-0 Exeter City Northampton Town 0-2 Cheltenham Town    | Exeter City 3-1 Colchester United Cheltenham Town 0-3 Northampton Town                                                   | Exeter City 0–4 Northampton Town                                                     |
| 2020/2021 | Newport County 2-0 Forest Green Rovers Tranmere Rovers 1-2 Morecambe      | Forest Green Rovers 4-3 Newport County (po dogrywce) Morecambe 1-1 Tranmere Rovers                                       | Morecambe 1-0 Newport County                                                         |
| 2021/2022 | Mansfield Town 2-1 Northampton Town Swindon Town 2-1 Port Vale            | Northampton Town 0-1 Mansfield Town Port Vale 1-0 Swindon Town (Port Vale wygrało 6-5 w rzutach karnych)                 | Mansfield Town 0-3 Port Vale                                                         |
| 2022/2023 | Salford City 1-0 Stockport County Bradford City 1-0 Carlisle United       | Stockport County 2-1 Salford City (Stockport County wygrało 3-1 w rzutach karnych) Carlisle United 3-1 Bradford City     | Carlisle United 1-1 Stockport County (Carlisle United wygrało 5-4 w rzutach karnych) |
| 2023/2024 | Crawley Town 3-0 Milton Keynes Dons Crewe Alexandra 0-2 Doncaster Rovers  | Milton Keynes Dons 1-5 Crawley Town Doncaster Rovers 0-2 Crewe Alexandra (Crewe Alexandra wygrała 4-3 w rzutach karnych) | Crewe Alexandra 0-2 Crawley Town                                                     |
| 2024/2025 | Notts County 0-1 AFC Wimbledon Chesterfield F.C. 0-2 Walsall              | AFC Wimbledon 1-0 Notts County Walsall 2-1 Chesterfield F.C.                                                             | AFC Wimbledon 1-0 Walsall                                                            |

## Zespoły zdegradowane
| Sezon     | Kluby                                    |
| --------- | ---------------------------------------- |
| 2004/2005 | Kidderminster Harriers, Cambridge United |
| 2005/2006 | Oxford United, Rushden & Diamonds        |
| 2006/2007 | Torquay United, Boston United            |
| 2007/2008 | Mansfield Town, Wrexham                  |
| 2008/2009 | Chester City, Luton Town1                |
| 2009/2010 | Darlington, Grimsby Town                 |
| 2010/2011 | Lincoln City, Stockport County           |
| 2011/2012 | Macclesfield Town, Hereford United       |
| 2012/2013 | Aldershot Town, Barnet                   |
| 2013/2014 | Bristol Rovers, Torquay United           |
| 2014/2015 | Cheltenham Town, Tranmere Rovers         |
| 2015/2016 | York City, Dagenham & Redbridge          |
| 2016/2017 | Hartlepool United, Leyton Orient         |
| 2017/2018 | Barnet, Chesterfield                     |
| 2018/2019 | Notts County, Yeovil Town                |
| 2019/2020 | Stevenage2                               |
| 2020/2021 | Southend United, Grimsby Town            |
| 2021/2022 | Oldham Athletic, Scunthorpe United       |
| 2022/2023 | Hartlepool United, Rochdale              |
| 2023/2024 | Sutton United, Forest Green Rovers       |
| 2024/2025 | Carlisle United, Morecambe F.C.          |

1 Z 30 punktami odjętymi
2 Po wycofaniu Bury z League One, spadł tylko jeden zespół.

## Najlepsi strzelcy
| Sezon     | Zawodnik (klub)                                                      | Bramki |
| --------- | -------------------------------------------------------------------- | ------ |
| 2004/2005 | Phil Jevons (Yeovil Town)                                            | 27     |
| 2005/2006 | Karl Hawley (Carlisle United) Rickie Lambert (Rochdale)              | 22     |
| 2006/2007 | Richard Barker (Hartlepool United) Izale McLeod (Milton Keynes Dons) | 21     |
| 2007/2008 | Aaron McLean (Peterborough United)                                   | 29     |
| 2008/2009 | Grant Holt (Shrewsbury Town) Jack Lester (Chesterfield)              | 20     |
| 2009/2010 | Lee Hughes (Notts County)                                            | 30     |
| 2010/2011 | Clayton Donaldson (Crewe Alexandra)                                  | 28     |
| 2011/2012 | Izale McLeod (Barnet) Jack Midson (Wimbledon)                        | 18     |
| 2012/2013 | Tom Pope (Port Vale)                                                 | 31     |
| 2013/2014 | Sam Winnall (Scunthorpe United)                                      | 23     |
| 2014/2015 | Matthew Tubbs (Wimbledon – 11 oraz Portsmouth – 9)                   | 21     |
| 2015/2016 | Matty Taylor (Bristol Rovers)                                        | 27     |
| 2016/2017 | John Akinde (Barnet) John Marquis (Doncaster Rovers)                 | 26     |
| 2017/2018 | Billy Kee (Accrington Stanley)                                       | 25     |
| 2018/2019 | James Norwood (Tranmere Rovers)                                      | 28     |
| 2019/2020 | Eoin Doyle (Swindon Town)                                            | 25     |
| 2020/2021 | Paul Mullin (Cambridge United)                                       | 32     |
| 2021/2022 | Dom Telford (Newport County)                                         | 25     |
| 2022/2023 | Andy Cook (Bradford City)                                            | 28     |
| 2023/2024 | Macaulay Langstaff (Notts County)                                    | 28     |
| 2024/2025 | Michael Cheek (Bromley)                                              | 25     |